# Knierim (Iowa)
Knierim es una ciudad ubicada en el condado de Calhoun en el estado estadounidense de Iowa. En el Censo de 2010 tenía una población de 60 habitantes y una densidad poblacional de 23,03 personas por km².

## Geografía
Knierim se encuentra ubicada en las coordenadas 42°27′22″N 94°27′21″O / 42.45611, -94.45583. Según la Oficina del Censo de los Estados Unidos, Knierim tiene una superficie total de 2.61 km², de la cual 2.61 km² corresponden a tierra firme y (0%) 0 km² es agua.

## Demografía
Según el censo de 2010, había 60 personas residiendo en Knierim. La densidad de población era de 23,03 hab./km². De los 60 habitantes, Knierim estaba compuesto por el 96.67% blancos, el 0% eran afroamericanos, el 0% eran amerindios, el 0% eran asiáticos, el 0% eran isleños del Pacífico, el 1.67% eran de otras razas y el 1.67% pertenecían a dos o más razas. Del total de la población el 5% eran hispanos o latinos de cualquier raza.